# Alchemilla orbicans
Alchemilla orbicans es una especie de planta del género Alchemilla, perteneciente a la familia Rosaceae.

## Taxonomía
Alchemilla orbicans fue descrita por Serguéi Yuzepchuk en 1932.

## Distribución
Se encuentra en el territorio de Europa Oriental hasta Siberia y Asia Central.